# 녹빛집박쥐
녹빛집박쥐(Pipistrellus rusticus)는 애기박쥐과에 속하는 박쥐의 일종이다. 앙골라와 보츠와나, 부르키나 파소, 중앙아프리카공화국, 차드, 에티오피아, 가나, 케냐, 말라위, 모잠비크, 나미비아, 나이지리아, 세네갈, 남아프리카공화국, 수단, 탄자니아, 우간다, 잠비아, 짐바브웨에서 발견된다. 자연 서식지는 건조, 습윤 사바나 지역이다. 평균 몸무게가 3.5g으로 아프리카에서 가장 작은 박쥐로 추정된다.